# Cosimo Rosselli

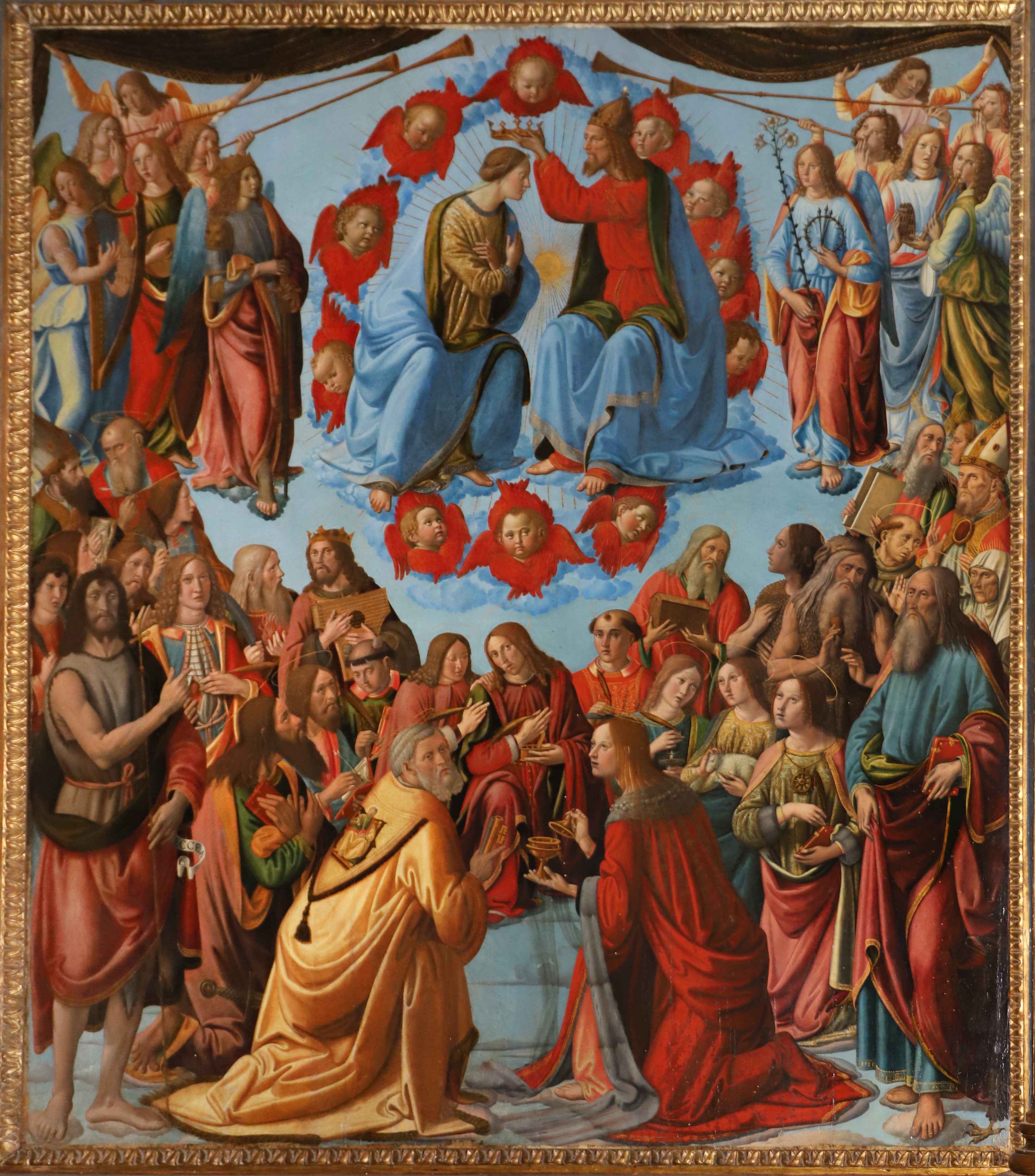
Coronació de la Mare de Déu, 1505, Santa Maria Maddalena de' Pazzi, Florència

Cosimo Rosselli (Florència, 1439 – després de 1506) va ser un pintor italià del Quattrocento, actiu principalment a la seua ciutat natal.

## Biografia
Als catorze anys va entrar al taller de Neri di Bicci, i l'any 1460 va treballar com a ajudant del seu cosí Bernardo di Stefano Rosselli. Una primera obra juvenil, esmentada per Giorgio Vasari, és el retaule de l'Assumpció de la Mare de Déu de la tercera capella de la banda esquerra de la nau de Sant'Ambrogio, a Florència. En la mateixa església, al mur d'una de les capelles, s'hi troba un fresc de Cosimo, que Vasari valorava molt, especialment per un retrat de l'erudit Pico della Mirandola jove. L'escena, una processó amb un miraculós calze, està pintada amb més vigor i menys manierisme que la majoria de les obres del pintor. A l'Acadèmia de Florència, hi ha també un quadre amb les figures dels sants Bàrbara, Mateu i Joan Baptista, pintat inicialment per a l'Annunziata.
Rosselli també va passar un temps a Lucca, on va fer alguns retaules per a diverses esglésies. A la National Gallery de Londres, hi ha una pintura atribuïda a ell, procedent de l'església de San Girolamo de Fiesole. Es tracta d'un gran retaule que té al centre un sant Jeroni al desert agenollat davant d'un crucifix, i als costats figures dreçades de sant Damas i sant Eusebi, santa Paula i sant Eustoqui. A la banda inferior, hi ha una predel·la amb petites escenes. Tot i resultar eixuta i dura en el seu tractament, les figures mostren una gran dignitat.
A Berlín es conserven tres pintures de Rosselli: La Mare de Déu en la glòria, L'enterrament de Crist, i La massacre dels innocents. L'any 1480 Rosselli, en companyia dels principals pintors de Florència, va ser invitat pel papa Sixt IV a Roma per ajudar en l'elaboració dels frescos de la capella Sixtina. Tres d'aquests frescos es deuen a la seua mà: La destrucció de l'exèrcit del faraó al mar Roig, Crist predicant al llac Tiberíades, i L'Últim Sopar. Els frescos de Rosselli a la capella Sixtina van ser fets en part pel seu ajudant, Piero di Cosimo, que posteriorment seria anomenat Cosimo Rosselli. El seu deixeble més destacat seria Fra Bartolomeo.
Segons Vasari, Rosselli es va morir l'any 1484, però investigacions posteriors van demostrar que es tractava d'un error, ja que hi ha constància que el 25 de novembre de 1506 encara vivia.